# The Geographical Pivot of History
The Geographical Pivot of History is een artikel geschreven door Halford John Mackinder, dat in 1904 dat werd gepubliceerd door de Royal Geographical Society. Het artikel gaat verder in op de Heartland-theorie van Mackinder. In dit artikel vergroot hij de geopolitieke schaal tot op wereldniveau. Het artikel is nog steeds van belang in geopolitieke debatten.
In het artikel onderscheidt Mackinder drie verschillende regio's:
- Het Wereldeiland. Dit gebied bevat de continenten Europa, Afrika en Azië. Dit concept vormde één regio omdat het het meest bevolkte en rijkste gebied was.
- De eilanden buiten de kust. Dit gebied bevat de Britse eilanden en Japan.
- De verafgelegen eilanden. Dit gebied bevat de Amerika's en Australië.

Het Heartland vormde het hart van het Wereldeiland. Hiermee werd gedoeld op grofweg Centraal-Azië. De exacte definitie van Mackinder was het gebied tussen de Wolga en de Yangtze en van de Himalaya naar het Noordpoolgebied. Dit gebied werd ten tijde van Mankinder bestuurd door Rusland en later de Sovjet-Unie. Gedurende de 19e eeuw werd er nog geconcurreerd om invloed in het Heartland tussen Rusland en Groot-Brittannië. Deze concurrentie om invloed in de regio werd The Great Game genoemd. 

## Totstandkoming van de theorie
In deze theorie komt Mackinder tot de conclusie dat de macht die het Heartland controleert, de macht heeft over de wereld. De wereldmacht die controle heeft over Oost-Europa heeft toegang tot het Heartland. Doordat het Heartland dermate door fysisch geografische factoren wordt beschermd, is het praktisch gezien niet te veroveren. In het zuiden wordt het gebied beschermd door de Himalaya en woestijnen. In het noorden wordt het Heartland beschermd door de Noordelijke IJszee, die permanent bevroren is, waardoor een invasie vanaf zee vrijwel onmogelijk is. Oost-Europa is daarmee de enige "poort" naar het Heartland. Invasies van het Heartland gedurende de geschiedenis vanuit zowel het Oosten als het Westen faalden vrijwel altijd, en als ze slaagden was de consolidatie van het gebied slechts van korte duur. Als extra argument voor het strategische belang van het gebied geeft hij aan dat meer dan vijftig procent van de grondstoffen zich op het Wereldeiland bevinden en hiermee de controle over de andere delen van de wereld opeist. Hij komt tot de conclusie via de volgende aannames:
"Who rules East Europe commands the Heartland;
who rules the Heartland commands the World-Island;
who rules the World-Island commands the world.”

## Geopolitieke context
Volgens de theorie van Mackinder was de heerschappij van een grootmacht over het gebied dus uiterst bedreigend voor de rest van de wereld, omdat dit zou leiden tot wereldheerschappij. Ondanks dat het gebied al jaren lang in handen was van Rusland, ging hij er niet van uit dat Rusland per se dit gebied zou blijven controleren door de technologische achterstanden ten opzichte van de andere grootmachten. Er waren in zijn ogen drie serieuze opties waarbij één grootmacht de dominantie over het Heartland en daarmee het Wereldeiland kon opeisen.
- Allereerst was een invasie en verovering van Duitsland in zijn ogen de meest waarschijnlijke optie, door de sterke Duitse krijgsmacht.
- Ten tweede was een Duits-Russische alliantie een andere optie, want de twee (toenmalige) autoritaire grootmachten vulden elkaar zwaktes aan.
- Tot slot zag hij nog een gevaar in een Sino-Japanse alliantie, die ook de mogelijkheden bezat om het gebied te controleren.[1].